# انقلاب نوجة
يُشير لفظ انقلاب نوجة (تُنطق أيضًا نوزيه؛ باللغة الفارسية: كودتاي نوژه) إلى محاولة الإطاحة بالجمهورية الإسلامية في إيران حديثة المنشأ وحكومة أبو الحسن بني صدر وآية الله روح الله الخميني التي وقعت في الحادي عشر من يوليو عام 1980. وقد قام بهذا الانقلاب ضباط وجنود من قوات المشاة والقوات الجوية والجيش والمخابرات. كان المركز الرئيس للتخطيط هو مطار نوجه العسكري، وقاد هذه الحركة الانقلابية شابور بختيار، آخر رئيس وزراء للشاه. لكن بعد تسريب تفاصيل الانقلاب واعتقال عشرات الطيارين والضباط قبل ساعات من التنفيذ فشلت هذه الحركة الانقلابية.

## الخلفية
بعد ان انتصرت الثورة الإسلامية الإيرانية على يد الشعب بقيادة الإمام الخميني على النظام الملكي في العام 1979، دخلت إيران في وضع أزمة ثورية. فقد سقط اقتصادها وجهازها الحكومي، ودخلت قواتها العسكرية والأمنية في حالة من الفوضى. كما اندلعت ثورات الأحزاب الفيدرالية والمليشيات الماركسية في بعض المناطق، فكانت الاوضاع غير مستقرة.
وبعد ان استقبلت الولايات المتحدة شاه إيران المنفي، اقتحمت مجموعة من الطلاب مبنى السفارة الأميركية في طهران وأحتجزوا 52 مواطنا وموظفا أميركيا كرهائن، مطالبين الولايات المتحدة بتسليم الشاه لمحاكمته. حاولت الولايات المتحدة لإطلاق سراح الرهائن عن طريق التفاوض لكن لم تتنازل إيران عن مطالبتها. فقامت الولايات المتحدة بعملية عسكرية لإنقاذ الرهائن وفي 24 إبريل 1980 ارسلت طائراتها الحربية إلى صحراء طبس لتنفيذ العملية، لكنها بائت بالفشل بسب هبوب عاصفة مفاجئة في الصحراء.

## الخطة
في تلك الأيام الحساسة، في يوليو 1980 حاول ضباط وجنود من قوات المشاة والقوّات الجوية والجيش والمخابرات السابقين في نظام الشاه، القيام بانقلاب عسكري بهدف الإطاحة بالجمهورية الإسلامية الإيرانية الفتية لاستعادة شابور بختيار إلى السلطة. وقد عُيّن عباس سعيد مهديون القائد السابق للقوات الجوية الإيرانية لقيادة الانقلاب داخل إيران وعُيّن العميد آية محققي لقيادة القوات الجوية. وقد أطلقوا على الخطة اسم «نقاب» وهو الختصارا لنجاة نهضة إيران الكبرى (بالفارسية: نجات قيام إيران بزرگ).
وكانت الخطة المقررة هي أن يبدأ الانقلاب من قاعدة همدان الجوية، وبعد الاستيلاء على القاعدة يتم ضرب بعض الاهداف الحساسة في البلاد.
وكان الهدف الأول هو منزل الخميني في طهران ومن بعده مطار مهراباد. كما يتم ضرب المباني السياسية والعسكرية ومحطات الإذاعة والتلفزيون. ثم تبدأ الطائرات بكسر جدار الصوت فوق بعض المدن لإرعاب الناس وتخويفهم من خلال اظهار تفوقهم العسكري. ومن بعده يتم اعتقال العديد من المسؤولين في الجمهورية الإسلامية.

## فشل الانقلاب
تسربت أنباء الخطة إلى نظام الجمهوري الإسلامي، وسرعان ماتمكن الرئيس الإيراني أبو الحسن بني صدر من تطويق قرابة 600 من الضباط.
وقد ذكر فيما بعد حول الانقلاب: «كان الهدف الظاهري للانقلاب هو استعادة الشاه إلى السلطة، بينما كان الهدف الحقيقي هو توفير ذريعة لتغطية الغزو العراقي. فوفقا للمعلومات التي تلقيناها، أنشأ المتآمرون معسكرا عسكريا في مدينة السليمانية العراقية وخططوا لإشعال ثورة الأكراد وتنظيم مظاهرات في جميع أنحاء إيران. وكانت إستراتيجيتهم بسيطة للغاية وهي: أن زعزعة الاوضاع ستشتت القوات العسكرية الإيرانية وهذا ما سيساعد الجيش العراقي على احتلال الجزء الغربي الكامل من البلاد في اليوم الأول من الهجوم».
یشیر الکاتب الأمیرکی المعروف مارك كازیوروسكي في مقال بعنوان «مشروع نوجة وسياسة إيران»، إلى ان على الرغم من الوثائق ومناقشاته مع الطرفين، فان «كيفية اطلاع السلطات الإيرانية على تفاصيل الانقلاب غير واضحة حتى الآن». هناك روايات عديدة حول كيفية كشفه.
فرواية تقول بان أحد الطيارين في القاعدة الجوية عندما علم بالمؤامرة أبلغ خامنئي علي الفور، ورواية أخرى تقول ان انباء الخطة تسربت إلى الخميني عن طريق عملاء سوفييت في فرنسا وباكستان وأمريكا اللاتينية. كذلك تشير رواية أخرى إلى دور جهان آرا في إفشال الانقلاب، حيث انه كان في منصب قيادة مقر القيادة البحرية الثالثة في خرمشهر وهو كشف جزء من شبكة الانقلاب وسط عناصر القوة البحرية، وعمل على إفشال هذه المؤامرة. كما هناك روايات أخرى حول هذا الموضوع.

## وصلات خارجية
- Anatomy of a coup
- Nice try - The failed Nojeh coup